# Entre ange et démon
Pour plus de détails, voir Fiche technique et Distribution.
Entre ange et démon - titre international Angel or Demon - est un court-métrage de Pascal Forney sorti en 2013.

## Synopsis
Il s’agit là de la bataille éternelle du bien contre le mal. Un ange poursuit un démon pour l’empêcher de nuire jusqu’à ce que leur infernale course poursuite les mène au duel sur un quai de gare.

## Fiche technique
- Titre original : Entre ange et démon
- Titre international : Angel or Demon
- Réalisation : Pascal Forney
- Scénario : Pascal Forney
- Photographie : Pascal Montjovent
- Son : Jean-Noël Yven
- Montage : Carlo De Rosa
- Direction artistique : Melina Costas
- Musique : Thierry Besançon
- Production : Arnaud Gantenbein
- Société de production :  Imaginastudio, RTS
- Budget : 100 000 CHF
- Pays d'origine : Suisse
- Langue : français
- Format : Couleurs - Cinema Digital Scope - Son 5.1
- Genre : Comédie et fantastique
- Durée : 8 min
- Dates de sortie : Juillet 2013

## Distribution
- Alexandre de Marco : Le Démon
- Jérôme Ricca : L'Ange
- Barbara Hendricks : Barbara Hendricks
- Joël Dupont : Passant

## Récompenses et nominations
- Le film a remporté le Méliès d'Argent, meilleur court-métrage européen en 2013 au Festival international du film fantastique de Neuchâtel.